# Kombucha

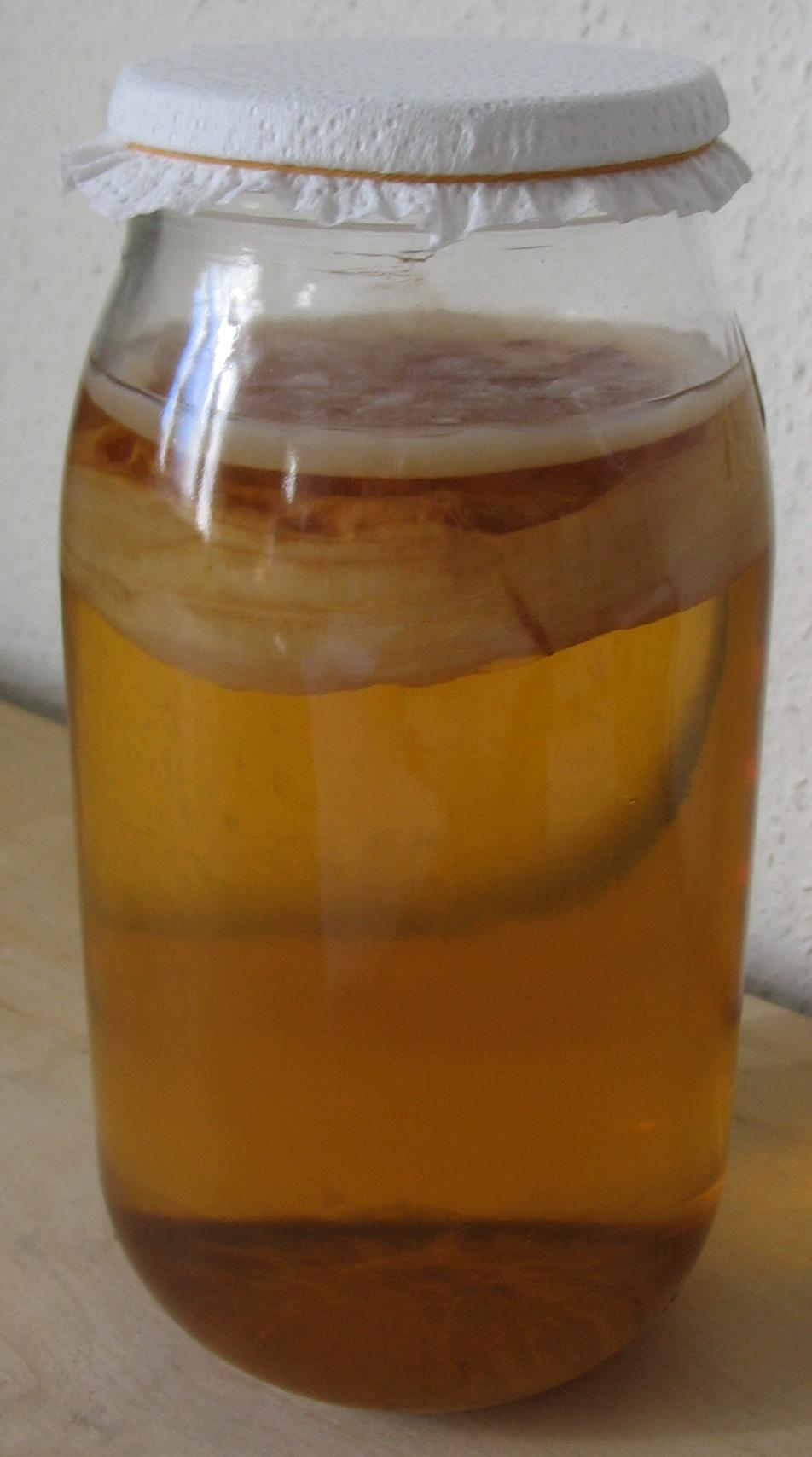
Une culture de kombucha en cours de fermentation.

Le kombucha est une boisson fermentée légèrement acide. Elle est préparée à l'aide d'une culture symbiotique de bactéries et de levures que l'on plonge dans une solution sucrée à base de thé (traditionnellement du thé noir). La boisson pourrait être millénaire, mais les premiers écrits la concernant ne remontent qu'à la fin du XIXe siècle,.
Le symbiote est couramment appelé « mère de kombucha » (vulgairement « champignon »), membrane visqueuse de quelques centimètres d'épaisseur qui ressemble à une « mère de vinaigre » et qui donne au toucher la même sensation que le kombu, l'algue laminaire. Mise en culture dans un récipient contenant la solution sucrée et recouvert d'un linge pour éviter les poussières mais laissant passer l'air, la mère se développe avec une couche jeune (couleur blanche) du côté exposé à l'air, et une couche ancienne (plus colorée) contenant des levures mortes formant un dépôt dans le fond du récipient. Cette levure permettra la fermentation lors de la mise en bouteille. Cette fermentation donnera une boisson gazeuse.
Cette boisson est traditionnellement consommée dans plusieurs pays, réputée bénéfique pour les problèmes de digestion et utilisée comme remède populaire en automédication pour de nombreuses affections,,. Certains produits commerciaux contiennent des conservateurs ou sont pasteurisés et les bactéries potentiellement bénéfiques à l'organisme sont détruites : la boisson en perdrait son éventuelle efficacité thérapeutique.

## Dénomination
Le nom français kombucha ou komboutcha vient du japonais 昆布茶 (konbucha, thé d'algues kombu), néanmoins le konbucha japonais n’est pas du tout la boisson nommée par confusion aux États-Unis et rencontrée en Occident.
Traditionnellement, elle est connue sous différents noms en Orient : en japonais 紅茶キノコ (kōcha-kinoko, champignon du thé noir), en chinois : 红茶菌 ; litt. « microbe thé rouge », en coréen 홍차버섯차 (hongcha-beoseot-cha, thé/tisane de champignon du thé rouge), en russe Чайный гриб (chaynyy grib) ; tous ces noms signifient littéralement « champignon de thé » ou « laminaire de thé ». On utilise aussi l’acronyme anglais SCOBY pour symbiotic culture of bacteria and yeast.

## Composition
Le kombucha est réalisé à partir de la fermentation de thé noir ou de thé vert et de sucre par une symbiose de levures et de bactéries qui prend la forme d'un disque se formant au-dessus de la culture lors de la fermentation.
La culture utilisée dans la fabrication du thé varie et consiste en différentes espèces de levures et de bactéries.
Les bactéries acétiques pouvant être retrouvées sont, entre autres, Acetobacter aceti subsp. aceti, Gluconobacter oxydans subsp. industrius, subsp. oxydans et Gluconoacetobacter xylinus.
Les levures pouvant être trouvées sont, entre autres, Saccharomycodes ludwigii (en), Schizosaccharomyces pombe, Brettanomyces bruxellensis, Pichia fermentans (ceb), Candida stellata (en), Torulaspora delbrueckii ou Zygosaccharomyces bailii (en). D'autres bactéries du genre bacterium sont présentes : Bacterium xylinum, Bacterium gluconicum, Bacterium xylinoides, Bacterium katogenum,.
Ainsi, selon le mode de préparation, le kombucha peut présenter une composition variée, et notamment des contaminants tels que des moisissures ou des champignons, pouvant entrainer des effets indésirables en cas d'ingestion.
À l'analyse, la solution est habituellement acide et contient des traces d'alcool, de l'acétate d'éthyle, de l'acide acétique et des lactates. Elle contiendrait également de l'acide gluconique, de l'acide lactique, des acides aminés, des composés antibiotiques, acide folique et des enzymes.[réf. nécessaire] Le gaz carbonique dégagé par la fermentation donne à cette boisson un léger pétillant.
Les levures transforment le sucre en alcool, les bactéries l’alcool en acides : chacune produisant des substances organiques dont profite l'autre symbiote. L’acidification de la solution limite la prolifération des bactéries, levures et moisissures indésirables, en tout cas tant que la fermentation est bien contrôlée.
La structure de la « mère » est composée de cellulose élaborée par certaines des bactéries, et l'on y trouve également de la chitine issue de la paroi cellulaire des levures[réf. nécessaire].

### Kombucha aromatisé
De nombreux Kombucha prêts à boire sont aromatisés avec des agrumes, des feuilles de combava (Citrus hystrix), qui ont une action fongicide seules ou en mélange avec du gingembre, des baies de Schisandra (Schisandra chinensis), des myrtilles ou des jus de fruits.

## Effets

### Effets thérapeutiques supposés chez l'humain
Certains vendeurs ou influenceurs avancent que le kombucha possèderait diverses vertus thérapeutiques (en cas de calvitie, insomnie, troubles digestifs, arthrite, syndrome de fatigue chronique, sclérose en plaques, priapisme, cancer, etc.).
En 2003, Edzard Ernst réalise une revue systématique de toutes les études cliniques humaines publiées sur le kombucha, afin d'évaluer son efficacité et son innocuité : aucune étude clinique ne démontrait l'efficacité de ce produit contre un quelconque mal. En revanche, plusieurs cas rapportés posaient un doute sur l'innocuité du kombucha. Il concluait que les bénéfices indéterminés ne contrebalançaient pas les risques documentés liés au kombucha, et qu'il ne devrait donc pas être recommandé pour un usage thérapeutique.
Reprise en 2014, la méta-analyse de rares publications scientifiques montrerait une certaine efficacité concernant quelques allégations relativement anecdotiques : « détoxication, anti-oxydation, potentiel énergisant et récupération après déficit immunitaire ». Les auteurs considèrent la consommation de kombucha comme une mesure de prévention individuelle.
En 2017, les chercheurs signalent qu'il n'existe toujours aucun indice d'un quelconque effet thérapeutique de cette boisson.
L'American Cancer Society précise qu'il n'existe aucune preuve scientifique que le kombucha soit efficace contre le cancer, ou contre n'importe quelle autre maladie, ajoutant qu'en revanche des cas d'effets secondaires graves ont été enregistrés à la suite de son ingestion, notamment pour des préparations artisanales mal encadrées.
Les kombucha commercialisés contiennent par ailleurs souvent des agents de conservation ou sont pasteurisés, ce qui tue presque tous les micro-organismes qui pourraient être bénéfiques à l'homme.

### Toxicité humaine supposée
Quelques cas de toxicité et d'effets secondaires ont été rapportés comme ayant peut-être un lien avec l'ingestion de kombucha acheté dans un magasin,,, (toxicité gastro-intestinale et allergie, acidose lactique sévère, dont un cas de décès qui pourrait être lié à l'ingestion de kombucha, un cas probable de myopathie inflammatoire associé à une pleurésie et une tamponnade).
Du fait de son acidité, le kombucha peut contenir les métaux lourds de son milieu de stockage, qui se retrouvent par la suite ingérés par le consommateur. 
Tout comme le kéfir, les boissons alcoolisées et toute boisson acide ou en train de fermenter, le kombucha ne doit en aucun cas être préparé dans un contenant en cristal, ou en céramique artisanalement vernissé/émaillé, car il peut alors se charger en plomb (source de saturnisme)ou autre métal ou métalloïde toxique
Des intoxications du consommateur par ce biais sont documentées et demandent, pour être évitées, d'utiliser des récipients en matériaux inertes pour la préparation du kombucha. Ces intoxications ne sont pas liées au contenu du kombucha lui-même, mais résultent plutôt d'une mauvaise méthode de production et de stockage. Un avis médical doit être pris préalablement à toute consommation en cas d'affections du foie.[réf. nécessaire]
Le thé de kombucha peut par ailleurs contenir jusqu'à 2 % d'alcool du fait de l'activité des levures qui convertissent le sucre en éthanol.
En Argentine, la commercialisation et la consommation de produits à base de kombucha a été interdite en 2005 notamment à cause des dangers potentiels et des qualités inconnues. Mais en 2015, le kombucha a été intégré dans le codex alimentaire argentin, on peut le préparer, le vendre et le consommer dans ce pays. La Food and Drug Administration aux États-Unis, après des analyses en 1995, déclare que le kombucha est parfaitement sain pour l'alimentation humaine. 

#### Effets sur l'émail dentaire
Le kombucha possède un pH très bas, comparable à celui des sodas (du fait de la présence d'acide acétique, comme dans le vinaigre) : en conséquence, une consommation importante a pour effet d'acidifier la salive et d'attaquer l'émail dentaire, ainsi que de favoriser la prolifération de bactéries responsables des caries.

#### Effets biologiques observés sur les animaux
Si les études cliniques réalisées sur l'homme n'ont pas à ce jour conclu à une quelconque efficacité thérapeutique, on retrouve dans la littérature des études ayant trouvé des effets bénéfiques sur des rongeurs. Comme le rappellent certains des auteurs de ces études, les effets trouvés chez les rongeurs ne peuvent être extrapolés à l'être humain.
En 2000, une équipe américaine étudie les effets d'une ingestion régulière de kombucha sur le comportement, la longévité, l'appétit et les organes de souris. Une étude longitudinale de trois ans a suivi 64 souris C57-Bl/6 dont la moitié a régulièrement bu du kombucha ; toutes sont mortes naturellement. Comparées via une analyse de variance multivariée au groupe témoin, celles ayant bu du kombucha ont montré une plus grande capacité exploratoire verticale (P=0.001), des différences de comportement alimentaire (consommation de nourriture, P < 0.001 ; consommation de liquide, P=0.008), et de masses corporelles (P < 0.001), avec une longévité plus importante, surtout chez les mâles (P < 0.001). Les auteurs précisent qu'il n'est pas certain que des effets comparables existent chez l'humain et rappellent l'existence de problèmes de santé sérieux et même d'issues fatales attribués à la consommation de kombucha chez l'homme.
En 2000, une équipe indienne, a cherché à combler le manque d'évaluation toxicologiques sur les animaux. Elle a réalisé une étude sur la toxicité subaiguë par voie orale du thé de kombucha. Cinq groupes de rats ont été étudiés, alimentés pendant quatre-vingt-dix jours par voie orale respectivement par de l'eau du robinet, du thé de kombucha à 2 ml kg−1, du thé nature à 2 ml kg−1, une dilution à 1 % de kombucha dans de l'eau et une dilution à 1 % de thé nature dans de l'eau. Le poids, la prise alimentaire, la prise de liquides et le comportement général ont été surveillés et enregistrés sur une base hebdomadaire. Il n'y a pas eu de différence significative dans la croissance pondérale des animaux, le rapport du poids des animaux au poids de leurs organes et l'évaluation histologique n'ont montré aucun signe d'intoxication et les paramètres hématologiques et biochimiques sont restés dans leurs limites cliniques. La conclusion de l'étude est que les rats alimentés par du kombucha pendant quatre-vingt-dix jours ne présentent aucun signe d'intoxication.
En 2001, une équipe indienne publie les résultats d'une étude réalisée sur des rats dont le but est d'évaluer la toxicité, l'activité anti-stress et les propriétés hépato-protectrices du thé de kombucha. Elle conclut, après avoir fait ingérer pendant quinze jours aux rats du thé de kombucha à des doses variables, que celui-ci a une activité anti-stress et hépato-protectrice.
En 2003, une équipe indienne publie les résultats d'une étude réalisée sur des rats dont le but est d'évaluer l'effet de l'ingestion de thé de kombucha sur le stress oxydant induit par l'ingestion d'une solution d'acétate de plomb. L'administration orale de thé de kombucha aux rats exposés au plomb diminue la peroxydation des lipides et les dommages sur l'ADN, avec une augmentation concomitante du niveau de glutathion réduit et de l'activité glutathion peroxydase. De plus, la supplémentation en kombucha diminue l'immunosuppression induite par le plomb. L'équipe conclut que les résultats suggèrent que le thé de kombucha possède de puissantes propriétés antioxydantes et immunostimulantes.

## Culture populaire

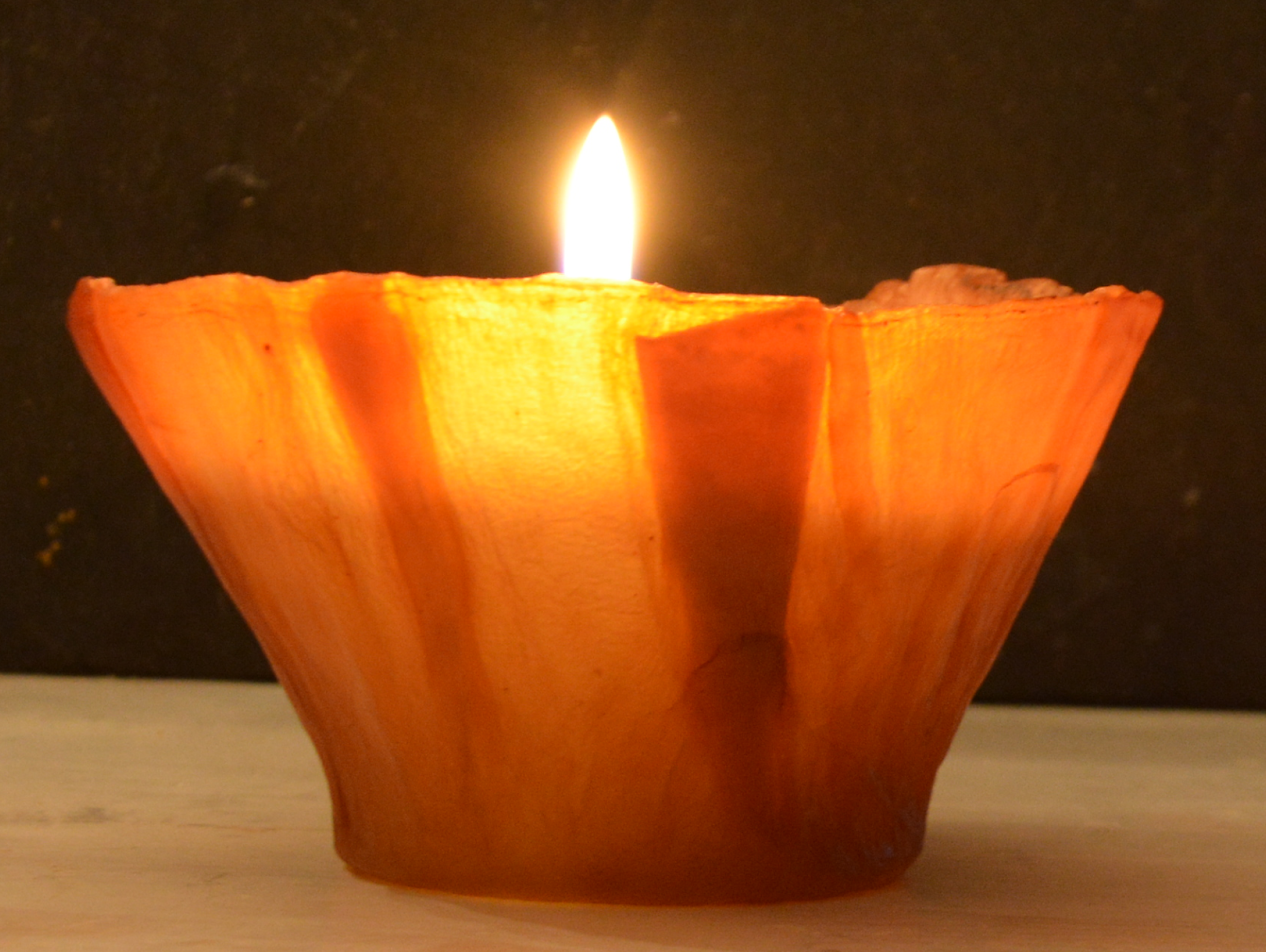
Photophore réalisé avec une symbiote de kombucha, formée puis séchée.

- Dans la chanson Sugar de System of a Down, il est fait allusion au « Peuple du champignon Kombucha ».
- La designer Suzanne Lee utilise la symbiote de kombucha pour fabriquer des vêtements[34].
- Dans la série Gossip Girl, l'héroïne Blair Waldorf boit du kombucha pour avoir le teint frais.
- Dans la série Les 100, le personnage de Gabriel Santiago évoque sa grand-mère en Colombie qui fabriquait le sien.
- Dans le film Glass Onion, Miles Brown (Edward Norton), distribue à ses invités le « Kombucha alcoolisé de Jared Leto ».
- Le youtubeur Squeezie lance en mai 2025 sa propre marque de kombucha, Ciao Kombucha[35].